# Batrachorhina mirei
Batrachorhina mirei är en skalbaggsart som beskrevs av Stefan von Breuning 1969. Batrachorhina mirei ingår i släktet Batrachorhina och familjen långhorningar. Inga underarter finns listade.